# Abordare (navigație)
Abordarea reprezinta apropierea, urmată de obicei de legarea, unei nave de bordul alteia.
Acest articol conține text din Dicționarul enciclopedic român (1962-1966), aflat acum în domeniul public.
Prin abordare se înțelege apropierea, acostarea prin forță lângă o navă și invadarea ei spre a o jefui, captura sau scufunda. Metodă practicată în special în perioada navelor cu rame și cu vele, în luptele navale și în atacurile piraterești. A nu se confunda cu abordajul.
(Eng. Boarding, Fr. Abordage, Ger. Abordage, Sp. Abordaje)